# Campagne, Oise

Campagne este o comună în departamentul Oise, Franța. În 1 ianuarie 2022 avea o populație de 160 de locuitori.